# Joanot Martorell
Mossèn Joanot Martorell (* 1410 in Gandia südlich von Valencia; † Anfang 1465) war ein valencianischer Schriftsteller und Ritter aus dem Spätmittelalter. Sein in katalanischer Sprache verfasstes Werk Tirant lo Blanc gilt als Vorläufer des modernen Romans.

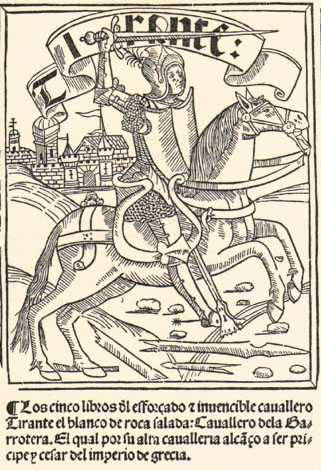
Titelseite der katalanischen Erstausgabe von Tirant lo Blanc, 1490

## Leben und Werk
Joanot Martorells Familie stammte aus dem mittleren Adel des Königreiches Valencia. Sein Großvater Guillem war Mitglied des aragonischen Kronrates von Martin I., sein Vater Francesc königlicher Kammerherr im Dienst desselben. Martorells Schwester Isabell war mit Ausiàs March verheiratet. Insgesamt hatte er sechs Geschwister. Joanots Amme war eine gewisse Floreta, Witwe des Seemanns Pedro de Santander, die ihn drei Jahre lang stillte. Sie wurde mit 24 libras, 11 sueldos und 8 dineros durch Francesc Martorell entlohnt, wie aus einer Urkunde vom 17. März (Schuldbekundigung) bzw. 31. Mai 1413 (Schuldentilgung) hervorgeht. Die vermögende Familie konnte es sich also problemlos leisten, für einen eher einfacheren Dienst eine genügsame Summe bereitzustellen. Der hoch angesehene Guillem war sogar in der außerordentlichen Lage, dem König Geld zu leihen. Nach dem Tod des Vaters 1435 erbte Joanot die Ländereien von Jalón (kat. Xaló), wo es heute eine nach dem Dichter benannte Allee gibt. Darüber hinaus stand er im Besitz der Ortschaften Murta und Benibrafim, wo mehrheitlich Muslime lebten. Der Großvater starb wahrscheinlich im Jahr 1415 in Gandia.
Im März 1438 unternahm der junge Martorell eine Auslandsreise nach London, wo er sich bis zum Februar 1439 aufhielt, um die Entehrung seiner jüngsten Schwester Damiata durch seinen Vetter Joan de Monpalau zu rächen. Martorell forderte diesen zu einem Zweikampf auf Leben und Tod heraus mit der Anschuldigung, er habe seiner Schwester die Ehe versprochen, sie missbraucht und danach im Stich gelassen. Für den korrekten Vollzug des Kampfes war ein hochgestellter Schiedsrichter notwendig, den Martorell aus rechtlichen Gründen im Ausland suchen musste. Heinrich VI. aus England willigte ein und bat Monpalau, sich der Herausforderung zu stellen. Zudem kürte er Martorell wahrscheinlich zum Ritter, wodurch es diesem von da an gestattet war, sich mit „Mossèn“ ansprechen zu lassen. Die direkte Konfrontation zwischen den beiden Verwandten fand allerdings nicht mehr statt. Der Bote, der die Zusage des englischen Königs Monpalau überbringen sollte, wurde auf dem Weg nach Valencia verhaftet. Sämtliche mitgebrachten Papiere wurden auf Weisung Königin Marias, Tochter Heinrichs III., konfisziert, da sie keinerlei Fehden zwischen ihren Rittern duldete. Acht Jahre später fand die Affäre zwischen Martorell und seinem Vetter ein unkompliziertes Ende. König Alfons V., der Gemahl der in Valencia stellvertretend regierenden Maria, verfügte in einem Brief vom 31. Januar 1445 aus Neapel, dass Monpalau Damiata monetär zu entschädigen habe. Während des Jahres 1442 hatte Martorell nachweislich drei weitere Fehden bestritten: gegen Jaume Ripoll, weil er diesen abwies und mit einem anderen, guten Ritter trainierte; gegen Felip Boil aufgrund einer unangebrachten Aussage sowie gegen Gonzalo de Budixa. Zusätzlich ist aus dem letzterhaltenen, auf den 1. April 1450 datierten Brief Martorells bekannt, dass er plante, den römisch-deutschen König Friedrich III. aufzusuchen, um ihn als Schiedsrichter für einen Zweikampf zu gewinnen, bei dem er sich an einem unehrlichen Geschäftspartner rächen wollte.
Martorells Englandfahrt war derart kostspielig, dass sich die Familie während seiner Abwesenheit dazu genötigt sah, seine Ländereien für vier Jahre zu verpachten. Obwohl erst die Hälfte der Frist vorüber war, brach der Feudalherr, kaum zurück in der Heimat, kurzerhand mit dem Gesetz, indem er mit einer privaten Streitmacht den Pächter vertrieb, dessen Jahresernte erbeutete und die Felder bestellenden Muslime um ihre Arbeit beraubte, sodass die Ortschaften vorübergehend verwaisten. Wenig später sprach die Justiz dem Pächter Recht und Martorell entschloss sich, alle seine Ländereien zu verkaufen, woraufhin er allmählich verarmte und sich zum Heeresdienst melden musste. 1449 überfiel er schließlich aus Geldnot als Anführer einer Bande von Mauren einige Viehhändler, die mit vierhundert Stück Vieh aus Valencia heraus Richtung Heimat unterwegs waren. Er beraubte sie ihrer Einnahmen und stahl ihre Kleider, bevor er sie ganz unauffällig von Höhle zu Höhle nach Süden Richtung Chiva (kat. Xiva) verschleppte, wo er sie dann über Nacht in der lokalen Kastellburg einsperrte. Einer der Händler war bei dem Überfall ums Leben gekommen, als man ihm die Kleider entnehmen wollte. Martorell, der die ganze Aktion aus einer Höhle überwachte, zeigte sich den Gefangenen erst nach diesem tödlichen Zwischenfall, zu Pferd und bewaffnet mit Lanze und Schild. Auf ihren Protest entgegnete der Ritter schroff: „Wir sind im Krieg.“ Drei Wochen später wurden die unschuldig eingekerkerten Händler befreit. Die verantwortlichen Verbrecher, Martorell und der Burgvogt, wurden verhaftet, nach Valencia gebracht und vor aller Öffentlichkeit als Kriminelle durch die Straßen der Stadt geführt. Da sie am Totschlag nicht unmittelbar beteiligt gewesen waren, hatten sie bloß 33 Tage im Gefängnis zu verbüßen, ehe man sie entließ.
1454 reiste Martorell aus nicht vollständig geklärten Gründen für mindestens ein Jahr nach Neapel, womit er einer prahlerischen Ankündigung Alfons V. folgte, wonach dieser mit ausdrücklichem Bezug auf den Fall von Konstantinopel ein Jahr zuvor einen Feldzug gegen die Osmanen vorbereite und versuche, christliche Fürsten aus dem Mittelmeerraum für die Teilnahme zu gewinnen. Das Protokoll einer am 21. Juni 1455 in Valencia stattgefundenen zivilrechtlichen Gerichtsverhandlung vermeldet, dass sowohl Joanot Martorell als auch sein älterer Bruder Galceran spätestens seit 1454 Valencia verlassen hätten. Der Tirant-Übersetzer Fritz Vogelgsang vermutet, dass Martorell, bedingt durch dessen persönliche Verpflichtung zum Rittertum, dem Appell Alfons’, die „Christenheit zu befreien“, habe folgen müssen und nicht anders hätte reagieren können, um seiner ritterlichen Idealvorstellung gerecht zu werden. Ob er nach Valencia zurückkehrte, ist nicht bekannt. Der Rettungsfeldzug blieb aus und Martorell wandte sich fortan immer mehr der Dichtung zu. Trotzdem ist es nicht ganz unwahrscheinlich, dass Martorell mit der Hoffnung auf eine „letzte große Tat“ zum groß angekündigten Kongress von Mantua erschienen war, den Enea Silvio Piccolomini umgehend nach seiner Ernennung zum Papst Pius II. einberufen hatte, und dafür ab 1459 mehrere Jahre lang in Italien weilte. Gemäß der Aufforderung des Papstes sollten sich alle Fürsten der Christenheit vollzählig in Mantua versammeln, um ein gemeinsames Heer zu bilden. Die Streitmacht müsse groß und stark genug sein, um dem fortwährenden, nach Westen gerichteten Angriff der Osmanen standzuhalten und sie bestenfalls nach Asien zurückzudrängen. Damit hatte Pius die Pläne seines Vorgängers Kalixt III. wiederaufgenommen, der jedoch kläglich gescheitert war. Pius musste zu seinem Bedauern feststellen, dass vier Tage vor der angesetzten Kongresseröffnung am 1. Juni 1459 kein einziger der Geladenen erschienen war. Daraufhin hielt er am 26. September im Dom zu Mantua eine Hassrede auf die Muslime. Spätestens dann gab Martorell das praktisch geführte Leben als Ritter auf. „Der professionelle Ritter, der ausgezogen war, um mit dem Schwert zu kämpfen, beugte sich übers Papier und begann, mit dem Federkiel zu spielen, um schließlich jahrelang der Befriedigung seiner eigenen Vorstellungsbedürfnisse zu frönen, verstrickt in einen tagtäglichen Kampf mit den wilden, wonnevollen Anfechtungen seiner ihn zum Äußersten herausfordernden Phantasie.“
Am 2. Januar 1460 begann Martorell mit der Niederschrift seines Tirant, der sowohl dem portugiesischen Prinzen Ferrando, ein Sohn Eduards, als auch seinen Landsleuten, den Valencianern, gewidmet war. Am 23. Oktober 1469 erfolgte die Teilung seines Erbes. Die entsprechende Urkunde gibt fälschlicherweise an, dass Martorell im Laufe des Jahres 1468 verstorben sei. Tatsächlich aber starb er in den ersten Monaten des Jahres 1465, wie aus Gerichtsakten bezeugt ist. Er hinterließ keine Kinder und war zum Zeitpunkt seines Todes unverheiratet.

## Nachleben
Am 24. April 1465 erklärte Joanots älterer Bruder Galceran vor dem Staatsgericht in Valencia, dass sich das Tirant-Manuskript widerrechtlich im Besitz des Junkers Martí Joan de Galba befände. Er beantragte die Auslieferung des Buches an das Gericht, seine öffentliche Versteigerung und die Auszahlung des erzielten Betrages, damit er die hohen Schulden seines verstorbenen Bruders tilgen könne. Galba weigerte sich, dieser Forderung nachzukommen und erwiderte, er habe Joanot das Manuskript als Pfand für hundert Reales entgegengenommen. Die Bedingung des Handels war, dass er als Eigentümer ganz nach Belieben über das Manuskript verfügen könne, sollte er die vorgestreckte Summe nicht innerhalb eines Jahres zurückerstattet bekommen. Galceran konnte wegen fehlender amtlicher Belege jedoch keinen Rückzahlungsanspruch geltend machen, wogegen Galba problemlos nachweisen konnte, dass zwischen ihm und Joanot Martorell ein Kreditvertrag bestand. Am Ende entschied das Gericht zugunsten Galbas, indem es ihm das Eigentum zusprach. Danach wurde er von der portugiesischen Dona Isabel de Lloris dazu bewogen, sich als Herausgeber des Werks hervorzutun.
Die Drucklegung der Uredition des Tirant erfolgte am 20. November 1490 durch den Zwickauer Nikolaus Spindeler in einer valencianischen Werkstatt. Als Galba am 27. April 1490 sieben Monate vor der Fertigstellung starb, sprang der Schweizer Johann Reich aus Kur (katalanisch Joan Rix de Cura) als neuer Verleger ein, dessen Leben aber auch nicht mehr ausreichte, um die Auslieferung des Werks mitzuerleben. Im Schlussvermerk wird Galba als Verfasser des letzten Buchteils betitelt, was von der modernen Katalanistik angezweifelt wird. Es ist jedoch durchaus vorstellbar, dass Galba einige Änderungen an dem Manuskript vorgenommen haben könnte: Laut dem katalanischen Philologen Martí de Riquer (1914–2013) „beschränkte sich die Einmischung Galbas im Roman auf eine oberflächliche Revision und, sehr hypothetisch, vereinzelte Einschübe, so daß wir zu behaupten wagen, daß der Tirant lo Blanc, von der Widmung bis zu seinem letzten Kapitel, das Werk eines einzigen Autors ist: Joanot Martorell.“
1497 wurde der Roman in Barcelona wiederveröffentlicht. 1511 wurde in Valladolid eine anonyme kastilische Erstübersetzung herausgebracht. Die moderne spanische Neuübersetzung war dagegen erst ab 1974 erhältlich. 1538 wurde die erste italienische Übersetzung publiziert. Die englische Erstübersetzung wurde 1984 in New York der öffentlichen Leserschaft zugänglich gemacht. 1987 folgte in Amsterdam die niederländische Übersetzung. Außerdem gab es Übersetzungen ins Rumänische, Schwedische, Französische und schließlich auch ins Deutsche. Im Jahr 1501 soll die Kulturschafferin Isabella d’Este eine heute verschollene Übersetzung in ihre Muttersprache in Auftrag gegeben haben.

## Werkausgabe
- Jannot Martorell und Martí Joan De Galba: Der Roman vom Weißen Ritter Tirant lo Blanc. Erstes und Zweites Buch. Aus der altkatalanischen Sprache des Königreichs Valencia erstmals ins Deutsche gebracht von Fritz Vogelgsang. Nachwort von Mario Vargas Llosa. Frankfurt 1991. ISBN 3-7632-3903-0